# Lista legionarilor asasinați

## Asasinatele din 29/30 noiembrie 1938

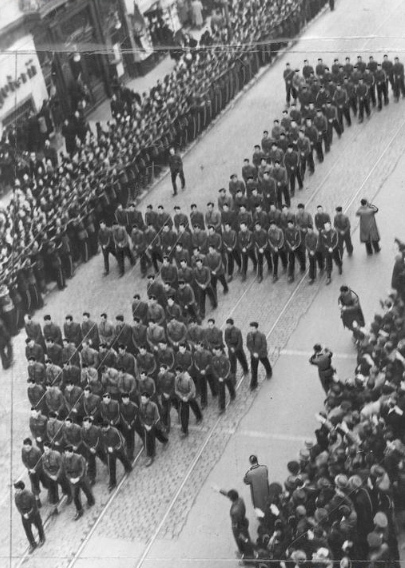
Funeraliile lui Corneliu Zelea Codreanu și a celor 13 legionari (Nicadorii și Decemvirii)

- Corneliu Zelea Codreanu, avocat, 39 de ani, Căpitanul Mișcării Legionare;

Nicadori: 
- Nicolae Constantinescu, economist, Comandant al Bunei-Vestiri (din 1936);
- Doru Belimace, student, Comandant al Bunei-Vestiri (din 1936);
- Ion Caranica, student, Comandant al Bunei-Vestiri (din 1936)

Decemvirii:
- Ion Caratănase;
- Iosif Bozântan;
- Ștefan Curcă;
- Ioan Pele;
- Ioan Gh. State;
- Ioan Atanasiu;
- Gavrilă Bogdan;
- Radu Vlad;
- Ștefan Georgescu;
- Ioan Trandafir

## Asasinatele din 21/22 septembrie 1939
Penitenciarul Râmnicu Sărat

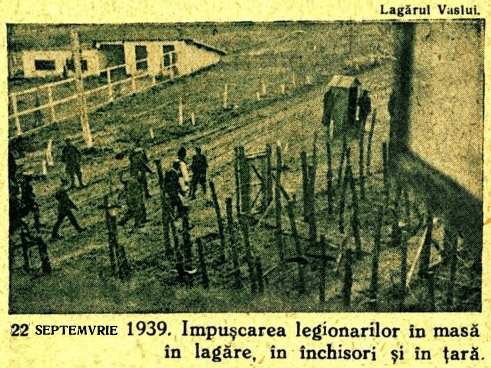
Execuția unor legionari în Lagărul de la Vaslui în 22 septembrie 1939

- Cantacuzino Alexandru, avocat, București;
- Totu Nicolae, avocat, București;
- Clime Gheorghe, inginer, București;
- Tell C. Alexandru, avocat, București;
- Furdui Gheorghe, profesor, București;
- Bănică Dobre, admin. ziar, București;
- Polihroniade Mihail, avocat, București;
- Craja Paul, medic, București;
- Simulescu Sima, profesor, București;
- Apostolescu Gheorghe, comerciant, București;
- Istrate Gheorghe, abs. acad. com., București;
- Banea Ioan, medic, Cluj;
- Serafim Aurel, inginer, București.

Spitalul Militar Brașov
- Cotigă Traian, avocat, București, Penit. Sp. R. Sărat;
- Ionică Eugen, inginer, București, Penit. Sp. R. Sărat;
- Șiancu Emil, ofițer rez. Cluj, Penit. Sp. R. Sărat;
- Proca Gheorghe, monteur Domnița Maria (Bacău), cu domiciliul obligatoriu la M. Ciuc;
- Pihu Grigore, funcționar București, Dom. obl. Vaslui;
- Sușman Iuliu, funcționar, București, Dom. obl. Vaslui;
- Herghelegiu Ion, avocat, Bacău, Dom. obl. M. Ciuc.

Lagărul de la Vaslui
- Spânu Iordache, student, București;
- Clime Traian, student, București;
- Gârcineanu Victor, avocat, București;
- Teodor Tudose, avocat, Iași;
- Polisperhon Supila, student, București;
- Boboc Constantin, student, București;
- Goga Mircea, student, București;
- Popescu Spiru, student, Frăsan-Durostor;
- Comănescu Nicolae, student, Ploiești;
- Calapăr Mihsi, abs. teol., Negrești-Neamț;
- Belgea Ioan, bibliot., București;
- Popescu Vasile, f. profesie, București;
- Antoniu Ioan, avocat, București;
- Stahu Teodor, avocat, Fălticeni-Baia;
- Cârdu Valeriu, ziarist, Oravița Caraș;
- Moțoc Mircea, student, București;
- Răcman Gogu, student, Hodivoaia-Vlașca;
- Teohari Mircea, student, București;
- Bujgoli Spiru, lic. lit., Frăsani-Durostor;
- Moraru Alexandru, student, Dej-Someș;
- Rioșeanu Petre, dir. Nitrogen București;
- Constantiniu Dorin, contr. S. T. B., București;
- Dobre Radu, manip. S. T. B., București;
- Danielescu Josim, student, Ploiești;
- Nicolicescu Gheorghe, elev, ing., București;
- Borzea Virgil, student, Brașov;
- Caratașu Chiriac, student; București;
- Busuioc Ioan, student, București;
- Maricari Nicolae, locot. ref., București;
- Tucan Boris, viticultor, Hârtop-Tighina.
- un legionar neidentificat

Lagărul de la Miercurea Ciuc
- Stegărescu Constantin, contabil, București Ilfov;
- Borzea Titus, student, Brașov;
- Rădulescu Virgil, gazetar, București;
- Enescu Ioan, student, București;
- Micu Augustin Liviu, inginer, Timișoara;
- Macoveschi Ioan, desenator, București;
- Pavlescu Alexandru, avocat, București;
- Biriș Ovidiu, avocat, București;
- Susai Vasile, lic. Drept, București;
- Felecan Vasile, ajust. mecanic, București;
- Prodea Nicolae, lăcătuș, București;
- Grama Iosif, student, București;
- Miter Ioan, student, Caransebeș;
- Popescu B. Anton, funcționar, Băile Herculane;
- Noaghiea Gh. Virgil, student, Caransebeș;
- Tiponuț Gheorghe, elev liceu, Oradea;
- Nuțiu Aurel, student, București;
- Teodorescu Gheorghe, sculptor, Ploiești;
- Todan Coriolan, student, Fibiș-T. Torontal;
- Ducaru Dumitru, subing., Râșnov-Brașov;
- Ungureanu Corneliu, lic. litere, Craiova;
- Corbeanu Vasile, student, Bragadiru-Ilfov;
- Coman Constantin, student, Bragadiru-Ilfov;
- Popa Tiberiu, stud., Bragadiru-Ilfov;
- Popescu Marin, stud., Cumpăna-Constanța;
- Vilmuș Adam, bucătar, Iași;
- Dorca Afilon, abs. Teolog., Velișoara-Severin;
- Cioflec Marius, student, Timișoara;
- Benec Constantin, funcționar CFR, Ohaba-Mătnic Severin;
- Gheorghe Constantin, student, Stupini-Brașov;
- Strugaru Nicolae, avocat, Iași;
- Constantinescu Dimitrie, abs. med., Iași;
- Dobrin Liviu, abs., med., Arpașul de Jos-Făgăraș;
- Zus Radu, student, Cernăuți;
- Buhai Vasile, student, București;
- Iordache N. Nicoară, asistent univ., București;
- Raicu Const., licențiat, Iași;
- Stamate Eugen, student, Iași;
- Zanche Petre, funcționar, Iași;
- Gârcineanu Florin, lt. ref., București;
- Vasiliu Gheorghe, lt. ref., Iași;
- Filipov Vasile, comerciant, București.
- 2 legionari neidentificați

București - Echipa Miti Dumitrescu
- Dumitrescu Dumitru, avocat, Ploiești;
- Popescu Cezar, student medicină, originar Ploiești;
- Popescu Traian, student Drept, originar Ploiești;
- Moldoveanu Ion, student Politehnică, originar Ploiești;
- Ionescu R. Ion, student Drept, originar Ploiești;
- Vasiliu Ion, desenator, originar Ploiești;
- Ovidiu Isaia, fotograf, București M. Brătianu 34;
- Stănciulescu Marin, lăcatuș, București, Bd. Brătianu 24;
- Paraschivescu Gheorghe, student Politehnică, București Bd. Brătianu 24;

Închisoarea Văcărești - Crematoriul "Cenușa"
- Dragomirescu Victor, abs. Politehnică.

## Asasinări 10 iulie 1939
- Nicoleta Nicolescu, Comandanta Cetățuilor de Fete Legionare

## Altele
- Alexandru Bassarab, pictor - 8 iulie 1941 [6];